# Nico. (アルバム)
『nico.』（ニコ）は、yozuca*の2枚目のオリジナルアルバム。2006年8月2日にLantisから発売された。

## 概要
4thシングル『φなる・あぷろーち』は未収録。発売時期としては、12thシングル『ダ・カーポII 〜あさきゆめみし君と〜』の後に発売されたが、収録しているのは、9thシングル『たったひとつだけ』までである。今作は12曲収録されているが、オリジナル曲が前作『soleil*garden』の9曲に比べて、3曲と非常に少ない。5曲目『本当の笑顔』は、シングルバージョンとは違い新たに録り直したものである。
当初2006年1月25日の発売が予定されていたが、yozuca*が声帯不調になり発売が同年3月24日に延期となったが、不調が直らず数ヶ月発売が未定となっていた。その後不調が完治し、発売日が8月2日に決定した。
『サクライロノキセツ』は制作当時、記憶に新しかったため当初ボーナストラックとしてリミックスで収録予定だったが、上記の経緯がありシングルと同じ音源で収録された。また『たったひとつだけ』も当初今作で未収録予定で『ヒトリゴト』が今作から同曲のカップリングでリカット予定だったが、これもやはり今作の発売が延期になった事で、両曲共に収録された。
今作発売と並行してコンサートツアーも予定されていたが、これもまた上記の経緯があり延期されて行われた。

## 収録曲
1. Only 1? [3:17]
作詞・作曲：yozuca*、編曲：河合英嗣
2. 神様強い勇気下さい [4:22]
作詞：yozuca*、作曲・編曲：黒須克彦
3. Ever After [3:58]
作詞・作曲：tororo、編曲：Angel Note
テレビアニメ『GIRLSブラボー second season』オープニングテーマ
4. 冒険者 [3:54]
作詞：yozuca*、作曲・編曲：鈴木マサキ
5. 本当の笑顔 [5:18]
作詞：yozuca*、作曲・編曲：Katsuhiko Kurosu
6. チェーリング [3:53]
作詞：yozuca*、作曲：黒須克彦、編曲：河合英嗣
7. 月のヒカリ [4:13]
作詞：yozuca*、作曲：shigeru、編曲：前澤寛之
8. WHITE HEAT [4:05]
作詞：威成一、作曲・編曲：凸 (macado)
テレビアニメ『UG☆アルティメットガール』オープニングテーマ
9. サクライロノキセツ [3:42]
作詞・作曲：tororo、編曲：Angel Note
テレビアニメ『D.C.S.S. 〜ダ・カーポ セカンドシーズン〜』オープニングテーマ
10. たったひとつだけ [4:03]
作詞：mavie、作曲・編曲：齋藤真也
テレビアニメ『タクティカルロア』オープニングテーマ
11. ヒトリゴト [4:18]
作詞・作曲：yozuca*、編曲：河合英嗣
12. コーヒー [4:00]
作詞：yozuca*、作曲・編曲：黒須克彦